# Rosenau (Grafenau)

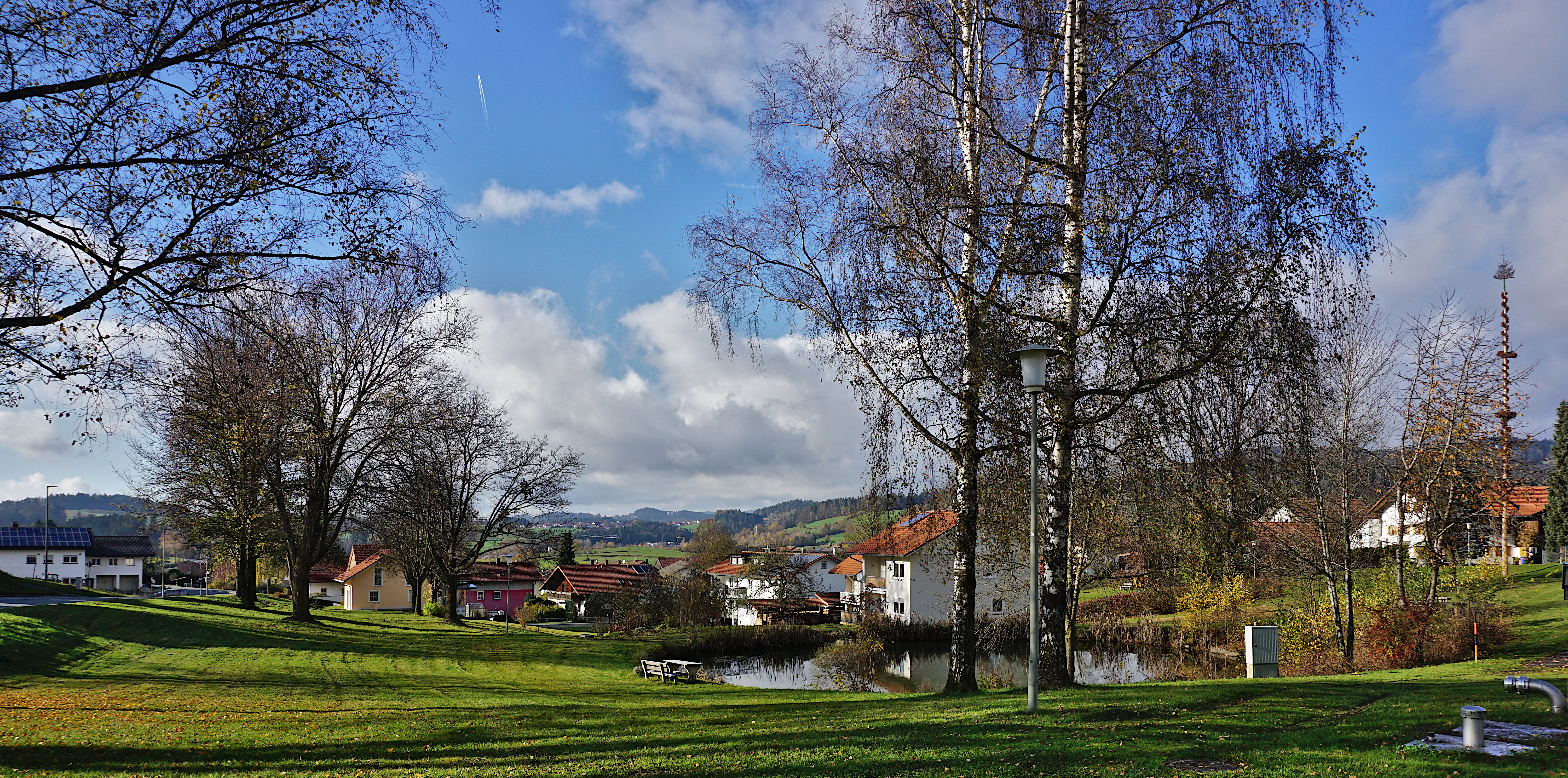
In Rosenau

Rosenau ist ein Dorf und Gemeindeteil der Stadt Grafenau und eine Gemarkung im niederbayerischen Landkreis Freyung-Grafenau.

## Geographie
Das Dorf Rosenau liegt in der gleichnamigen Gemarkung zwei Kilometer nordöstlich von Grafenau an der Kreisstraße FRG 5 und ist ein Haltepunkt der Bahnstrecke Zwiesel–Grafenau.
Auf der Gemarkung liegen die Orte Rosenau, Aufeld, Auwies und Einberg.

## Geschichte
Am 1. April 1971 wurde die mit dem bayerischen Gemeindeedikt von 1818 errichtete selbständige Landgemeinde Rosenau nach Grafenau eingegliedert. Am 25. Mai 1987 hatte das Dorf 130 Wohnungen in 90 Gebäuden mit Wohnraum und 376 Einwohner.
Der Ort ist eine Waldhufensiedlung (Rundangerdorf). Die Häuser wenden sich mit der Giebelseite in lockerer Anordnung, gleich einem Hufeisen, zum längsovalen „Anger“. Der Ort lag einst an der alten Gulden Straße von Grafenau nach Bergreichenstein in Böhmen.
Wann Rosenau entstand, ist nicht genau bekannt. Die drei Bronzebeile, welche 1964, 1968 und 1972 am Ortsrand des Dorfes gefunden wurden, lassen eine frühere Besiedlung vermuten. Bis zu diesem Fund war man der Meinung, dass bis zum Jahr 900 der Bayerische Wald und der Böhmerwald undurchdringliche Wildnis gewesen sei. Durch die Funde von Anton Moosbauer 1964, Michael Graf 1968 und Heinrich Graf 1972 war durch metallurgische Untersuchungen nachweisbar, dass die Funde aus einer Zeit von etwa 1800 – 1600 vor Christus stammen müssen.
Im ältesten Salbuch der Grafen von Hals aus dem Jahre 1395, das sicher noch auf eine frühere Zeit hinweist, wird „Rosenaw“ schon mit 20 Lehen genannt.
Die Abgaben nach Bärnstein betrugen damals für jedes Lehen 32 Regensburger Pfennig, 32 Eier, 2 Hühner, 1 Pfennig Käs und 1 Schöt Harb. Auch im Salbuch von 1577 werden immer noch 20 Lehen genannt. Die Grenzen des „dorf rosenaw“ sind hier kurz beschrieben: „stoßt an den Grauenawer schweinberg veldt vnd an den kazenpüchel, an die ebenperger grundt, mit dem schwarzholz an die trechselschlager der munichsperg genannt, darnach an die von haslach vnd teufenbach stossend, bis an die och“.
Der Ort bildete damals eine „Obmannschaft“, eine Art Steuergemeinde unter der Leitung eines Obmannes. Daraus entstand durch das Gesetz vom 17. Mai 1818 die Gemeinde Rosenau mit seinem von den Bürgern gewählten ersten Gemeindevorsteher Josef Stecher, Bauer von Rosenau.
Zu Rosenau gehörte das Dorf Einberg, welches ebenfalls 1395 als „Eybenberg“ mit 12 Lehen genannt wird. 1811/12 zählte die Gemeinde 172 Einwohner, 37 Wohnhäuser und 40 Scheunen. Die Gebäude waren alle mit Schindeln gedeckt. Je ein Leinweber, Schneider und Schuhmacher waren neben den übrigen Bauern im Ort tätig.
1878 wurde die Freiwillige Feuerwehr Rosenau gegründet.
1909 zählte die Gemeinde 285 Einwohner, 1971 waren es 416 in 84 Wohngebäuden. Anfang 1971 betrug die Wirtschaftsfläche 685 Hektar, davon waren 368 Hektar landwirtschaftlich genutzte Fläche, eingeschlossen 160 Hektar Ackerland und 204 Hektar Dauergrünland. In der Gemeinde befinden sich sieben landwirtschaftliche Vollbetriebe und neun Grenzbetriebe.
Die Gemeinde gehörte schon immer zur Pfarrei Grafenau und zum Schulsprengel Grafenau. Die früher hölzerne Ortskapelle wurde 1953 in Stein erbaut. Der Ort besitzt seit 1890 eine Eisenbahnstelle. Am 27. Oktober 1968 weihte man ein neues Feuerwehrhaus ein. Gleichzeitig errichtete man einen Löschwasserteich und gab dem Dorfweiher ein gefälliges Aussehen.
Der Schützenverein „Rosenschützen Rosenau“ wurde 1925 gegründet.
1961 hatte die Gemeinde eine Fläche von gut 800 Hektar und 368 Einwohner in den Gemeindeteilen Rosenau, Aufeld, Auwies und Einberg. Im Zuge der Gebietsreform erfolgte zum 1. April 1971 die vollständige Eingliederung der Gemeinde Rosenau in die Stadt Grafenau. Zum Zeitpunkt des Zusammenschlusses waren Johann Scheichenzuber erster Bürgermeister. Mit der Übernahme durch die Stadt Grafenau wurde er zum Altbürgermeister ernannt. Im Jahr 1999 erhielt er wegen seiner Verdienste um die Belange der Gemeinde Rosenau die Bürgermedaille der Stadt Grafenau.

## Einrichtungen
Die drei Gemeinden Grafenau, Neuschönau und Sankt Oswald-Riedlhütte haben mit dem gemeinsamen Natur-Sport-Zentrum Nationalpark Bayerischer Wald in Rosenau eine Möglichkeit für Sportbegeisterte geschaffen. Hier kann man Langlaufen, Nordic Walken und Wandern und Golf spielen.